# Mario Crete
Joseph Charles Mario Crete (ur. 19 marca 1914 w Lachine, zm. 28 maja 2000 w Châteauguay) – kanadyjski zapaśnik walczący w stylu wolnym. Olimpijczyk z Londynu 1948, gdzie zajął szesnaste miejsce w wadze piórkowej.

## Letnie Igrzyska Olimpijskie 1948
| Konkurencja      | Rundy eliminacyjne  | Rundy eliminacyjne       | Klas. końcowa |
| Konkurencja      | Przeciwnik I        | Przeciwnik II            | Miejsce       |
| ---------------- | ------------------- | ------------------------ | ------------- |
| 62 kg styl wolny | Ferenc Tóth (HUN) P | Robert Jouaville (FRA) P | 16.           |